# Gongkar
Gongkar, även känd som Gonggar är ett härad som lyder under regionhuvudstaden Lhoka i Tibet-regionen i sydvästra Kina. 
Gongkar är känt som platsen för Lhasa Gonggar Airport.

Gongkar
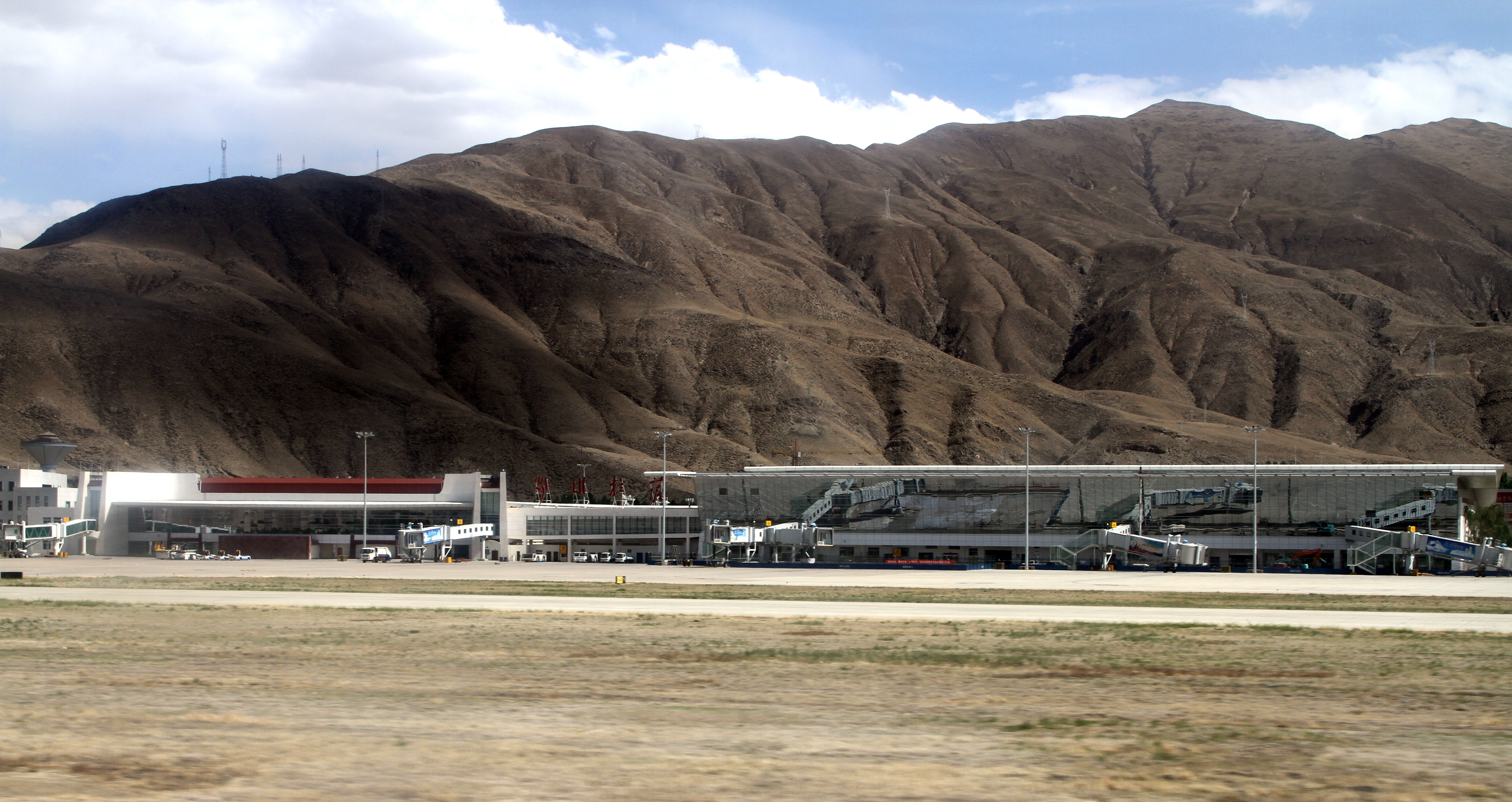
Lhasa Gonggar Airport
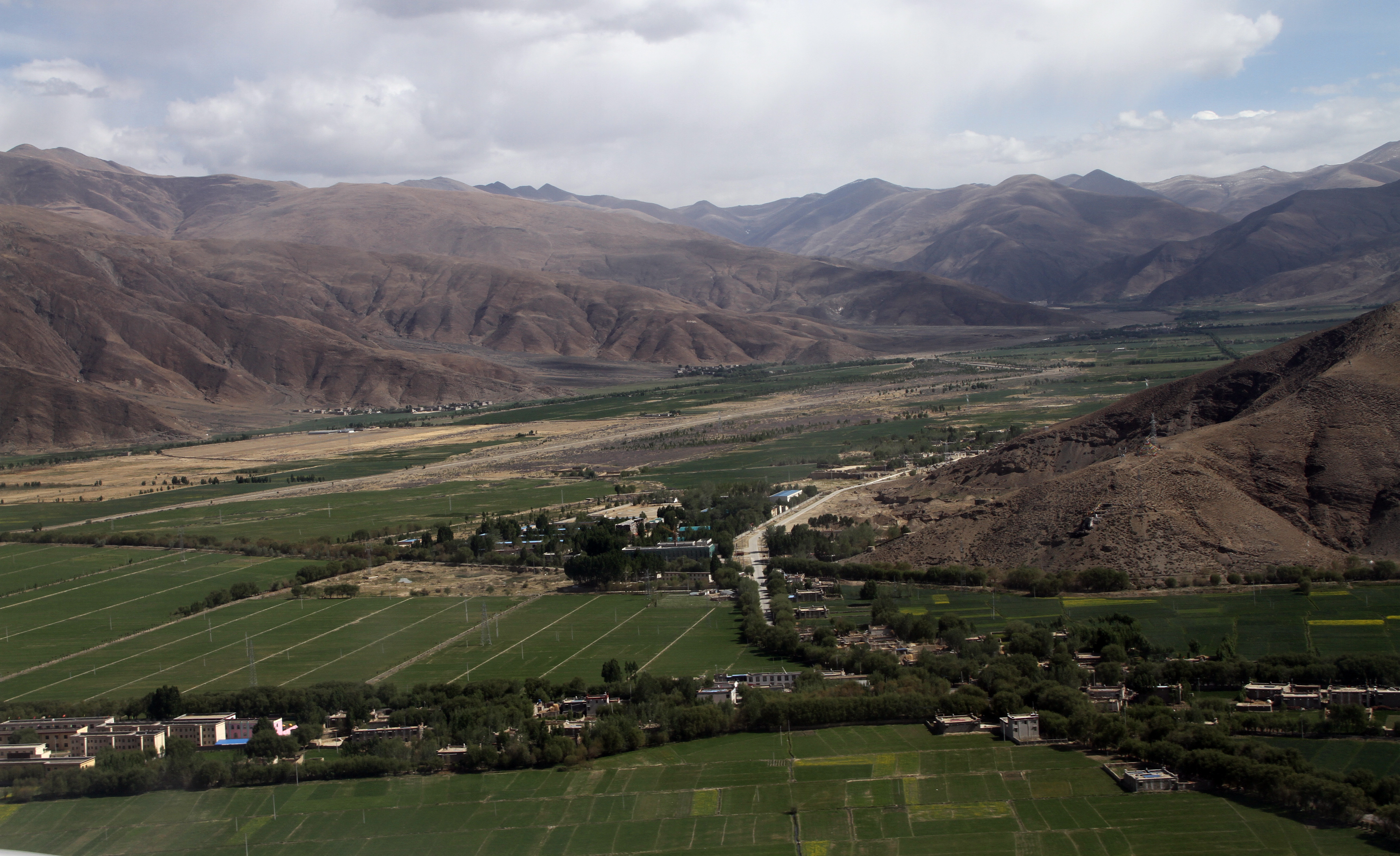
Gonggar
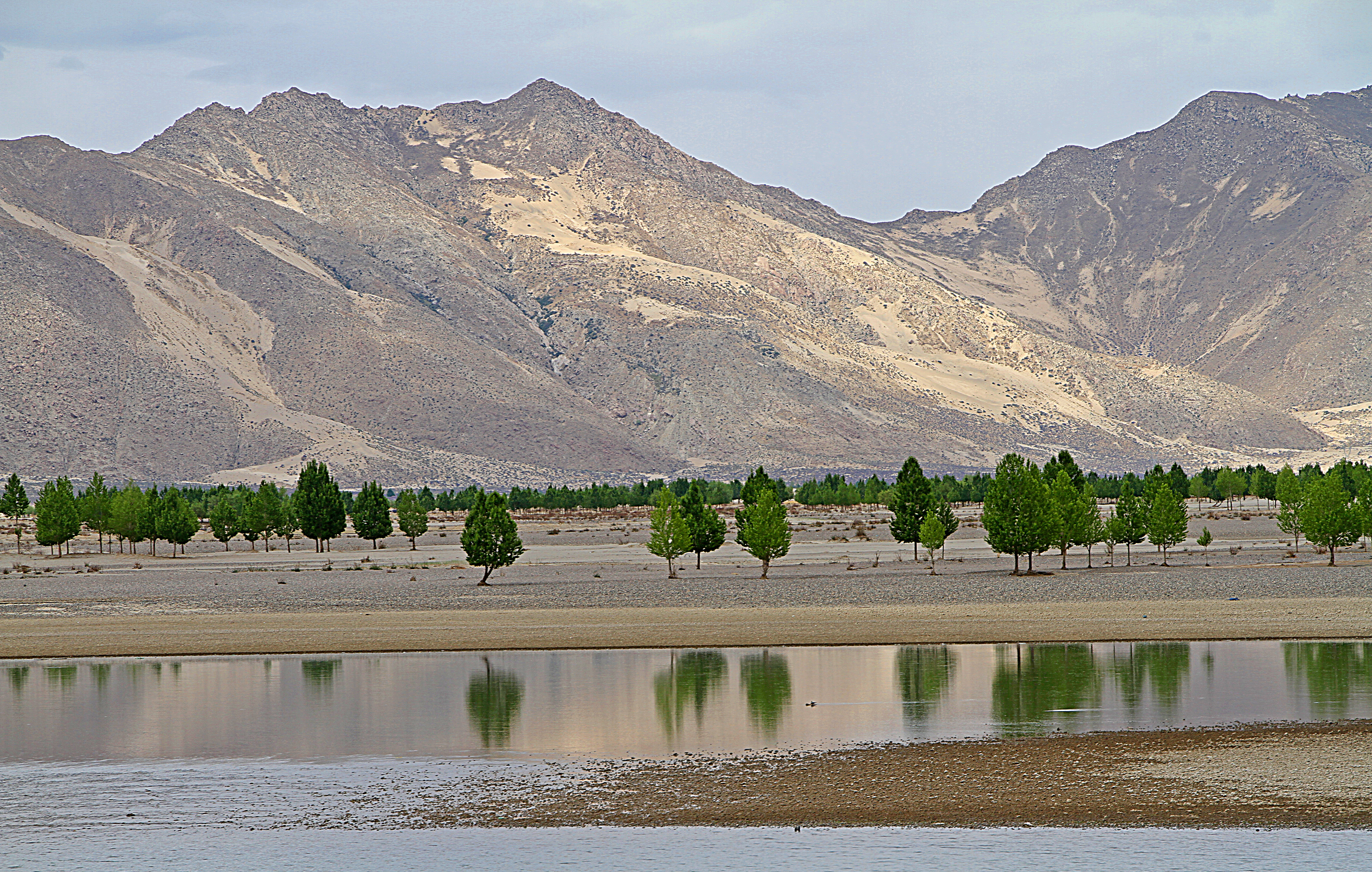
Yarlung Tsangpo
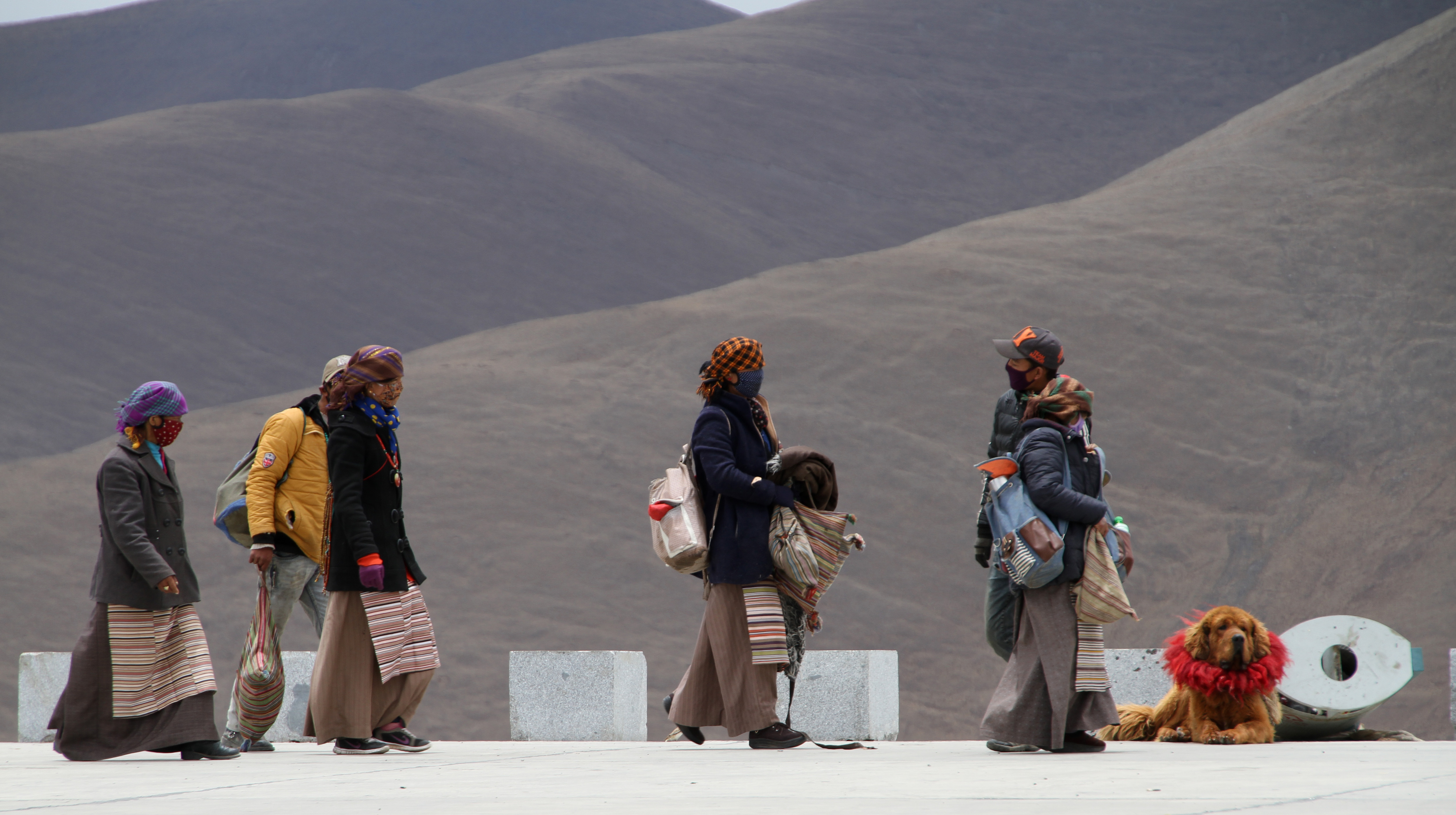
Kampa La 4793m
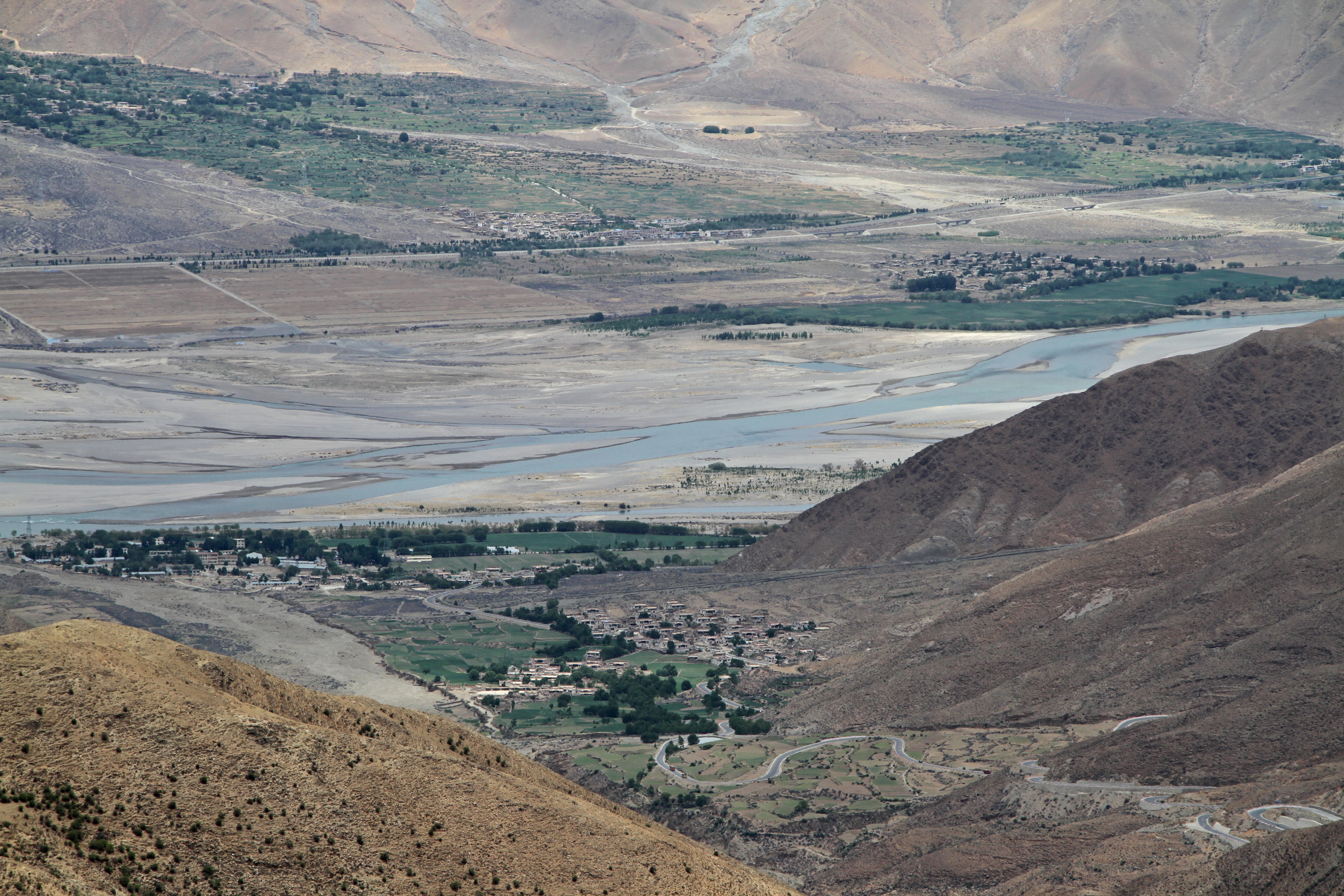
Kampa La
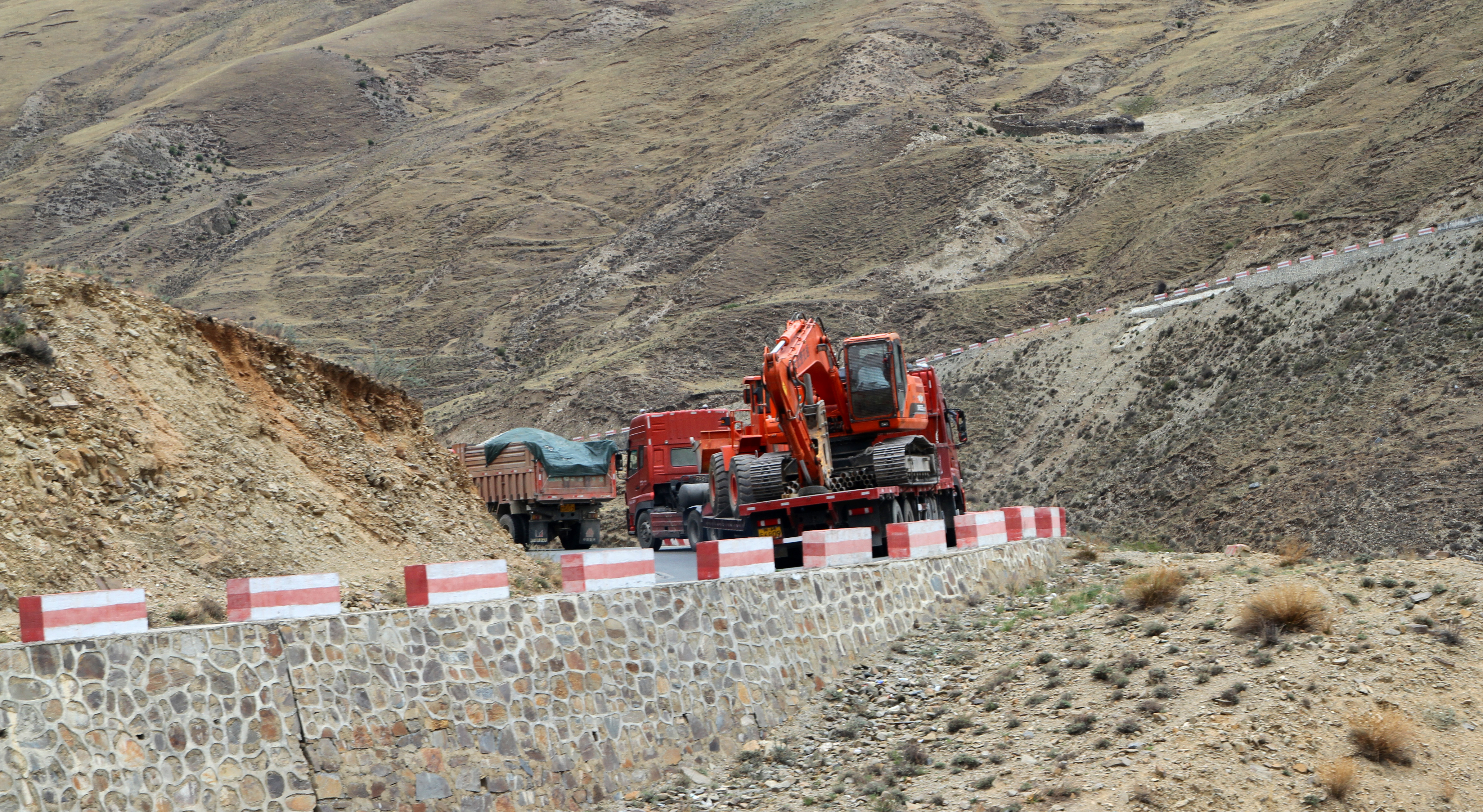